# بورگو دی ترتزه
بورگو دی ترتزه (به ایتالیایی: Borgo di Terzo) یک کومونه در ایتالیا است که در استان برگامو واقع شده‌است. بورگو دی ترتزه ۱ کیلومتر مربع مساحت و ۱٬۱۲۵ نفر جمعیت دارد و ۳۰۰ متر بالاتر از سطح دریا واقع شده‌است.